# Dingliche Einigung
Die dingliche Einigung bedeutet im Recht die Übereinstimmung zweier Willenserklärungen bei der Übertragung von Eigentum eines Veräußerers auf den Erwerber. Sie ist im Sachenrecht zwingende Voraussetzung für den Erwerb beweglicher und unbeweglicher Sachen.
Der Begriff der dinglichen Einigung war bei Begründung des BGB ursprünglich nicht vorgesehen, wurde durch die zweite Kommission dann aber als Bezeichnung eingeführt und löste die Terminologie des dinglichen Vertrages ab, welche ihrerseits letztlich keinen Niederschlag mehr im Text des BGB fand.

## Begriff, Inhalt und Umfang
„Dinglich“ bedeutet, dass ein sachenrechtlicher Einigungsvorgang für einen dinglichen Vertrag vorliegt. Zu unterscheiden ist von der schuldrechtlichen Einigung, die obligatorische Wirkung hat, aber keine dingliche Rechtsänderung bewirkt. Die dingliche Einigung unterliegt zwar den Bestimmungen des allgemeinen Teils des Bürgerlichen Gesetzbuchs (BGB), betrifft aber nur die dinglichen Rechte.
Die notwendigen Willenserklärungen beziehen sich auf die Übereinstimmung der Erklärung des Veräußerers, Eigentum an den Erwerber übertragen zu wollen, und die Erklärung des Erwerbers, Eigentum erwerben zu wollen. Das gilt auch für Belastungen des Eigentums durch Pfandrechte oder Grundpfandrechte. Die einer dinglichen Einigung zugrunde liegenden Willenserklärungen beschränken sich auf die Herbeiführung der Wirkungen der Verfügung (Eigentumsübertragung oder -belastung), den Gegenstand der Verfügung und die Parteien des Verfügungsgeschäfts (sogenannter verfügungsrechtlicher Minimalkonsens). Die dingliche Einigung wird im Regelfall bei Übergabe oder bei der Vereinbarung eines Besitzkonstituts getroffen, kann aber auch vorweggenommen (antizipiert) werden, um Sachen zu übereignen, die der Veräußerer noch gar nicht im Besitz hat. Sie enthält als inhaltlich abstraktes Rechtsgeschäft nur die Verfügungswirkungen (Übertragung, Belastung oder Aufhebung), während sich der Zweck aus dem Verpflichtungsgeschäft ergibt (Kaufvertrag, Schenkung, Grundschuldbestellung). Eine dingliche Einigung ist im Rahmen des Verfügungsgeschäfts erforderlich bei Eigentumsübertragung, Grundschuldbestellung und Verpfändung.

## Wirksamkeitsvoraussetzungen und Einigungsmängel
Zur Rechtswirksamkeit einer dinglichen Einigung ist zunächst die Bestimmtheit der betroffenen Sache erforderlich, wonach für jeden erkennbar sein muss, welche konkreten Sachen übereignet oder belastet werden sollen. Geht es um bewegliche Sachen, bedarf die dingliche Einigung keiner besonderen Form. Eine dingliche Einigung kann mit einer Bedingung (§§ 158 ff. BGB) wie etwa dem Eigentumsvorbehalt oder einer Befristung verbunden werden.
Da es sich bei der dinglichen Einigung um ein Rechtsgeschäft handelt, unterliegt der Inhalt der Einigung der Auslegung. Der Auslegung unterliegen notwendig die Erklärungen, die aufgrund ihrer Mehrdeutigkeit keine Einigkeit herbeiführen. Stimmen die aufeinander bezogenen Willenserklärungen nicht überein oder sind nicht alle Punkte eines Vertrages abschließend geregelt, liegt nämlich ein Einigungsmangel vor. Hierzu gehören der offene (§ 154 BGB) und der versteckte Dissens (§ 155 BGB). Da für die einer Einigung zugrunde liegenden Willenserklärungen Geschäftsfähigkeit des Erklärenden erforderlich ist, gibt es auch mehrere Unwirksamkeitsgründe. Eine Willenserklärung und damit eine Einigung können nichtig sein wegen Geschäftsunfähigkeit (§§ 104 ff. BGB), Verstoß gegen ein gesetzliches Verbot (§ 134 BGB), Sittenwidrigkeit (§ 138 Abs. 1 BGB) oder Anfechtung (§ 142 Abs. 1 BGB). Dingliche Übertragungen sind zwar wertneutral, doch wird bei der bewussten Umgehung von Schutzvorschriften diese Wertneutralität aufgehoben, so dass eine dingliche Einigung sittenwidrig sein kann.

## Widerruf
Eine dingliche Einigung ist nach ganz herrschender Meinung nicht bindend, sondern kann von jeder Seite bis zur Übergabe einseitig widerrufen werden, da sie nicht verpflichtet, sondern „wirkt“. Die Gegenauffassung, die eine Bindungswirkung annimmt, wird in der aktuellen Literatur nur noch sehr vereinzelt vertreten. Der Widerruf muss dem anderen Vertragspartner zugehen. Eine Widerrufbarkeit der Einigung bei beweglichen Sachen kann auch aus § 1205 BGB („einig sind“) geschlossen werden. Deshalb bedarf es bei der Übergabe einer Prüfung des „Einigseins“. Eine Bindungswirkung tritt nach § 873 Abs. 2 BGB allerdings bei notarieller Beurkundung der dinglichen Einigung ein.

## Einigung und Übergabe
Nach § 929 Satz 1 BGB besteht ein Verfügungsgeschäft neben dem Realakt der Übergabe aus der Einigung über den Eigentumsübergang. Diese dingliche Einigung bildet den dinglichen Vertrag, der eine dingliche Rechtsänderung eintreten lässt. Verfügungsgeschäfte ändern dann die dingliche Rechtslage durch Begründung, Übertragung, Änderung oder Aufhebung eines Rechts. Einigung, Übergabe oder Übergabesurrogat sind bei beweglichen Sachen zwingende Voraussetzung einer dinglichen Rechtsänderung. Das gilt auch für den Begebungsvertrag bei Wertpapieren. Ist der Erwerber bereits Eigenbesitzer, genügt nach § 929 Satz 2 BGB die bloße dingliche Einigung. Durch  Einigung und Übergabe kann gutgläubig auch vom Nichtberechtigten Eigentum erworben werden, ein Gutglaubensschutz kommt nach den § 932 bis § 936, § 1032, § 1207, § 1208 BGB und § 366 HGB in Frage.
Bei Grundstücken wird bezüglich der dinglichen Einigung von Auflassung (§ 925 Abs. 1 BGB) gesprochen. § 20 GBO regelt den Einigungsnachweis der Beteiligten. Neben der Auflassung gehört zum Verfügungsgeschäft noch die Eintragung ins Grundbuch. Da Grundbucheintragungen mindestens in der Form der notariellen Beglaubigung möglich sind, ist auch die Auflassung formgebunden. Kommt es zur Eintragung ohne vorangegangene ausreichende dingliche Einigung, ist das Grundbuch unrichtig. Die Auflassung ist bedingungsfeindlich (§ 925 Abs. 2 BGB).